# Partido judicial de Palencia
El partido judicial de Palencia es uno de los tres partidos judiciales que integran la provincia de Palencia (España), además del de Carrión de los Condes y el de Cervera de Pisuerga. La cabeza de este partido administrativo (n.º 1) es la ciudad y municipio de Palencia, que es también la capital provincial. Engloba a 123 488 habitantes (INE 2015) en un área de 3716 km² y está integrado por 97 municipios.

## Dotación
El partido judicial de Palencia está compuesto por la Audiencia Provincial Civil-Penal, la Audiencia Provincial Presidente, el Juzgado de lo Penal único, seis Juzgados de Primera Instancia/Instrucción, el Juzgado de lo Social n.º 1 y el Juzgado de lo Social n.º 2, situados en la Pza. Abilio Calderón, s/n; así como por el Juzgado de lo Contencioso-Administrativo n.º 1 y el Juzgado de Menores n.º 1, situados en C/ Manuel Rivera, 4 bajo drcha.

## Municipios
| - Abarca de Campos - Alba de Cerrato - Amayuelas de Arriba - Ampudia - Amusco - Antigüedad - Astudillo - Autilla del Pino - Autillo de Campos - Baltanás - Baquerín de Campos - Becerril de Campos - Belmonte de Campos - Boada de Campos - Boadilla de Rioseco - Boadilla del Camino - Capillas - Cardeñosa de Volpejera - Castil de Vela - Castrillo de Don Juan - Castrillo de Onielo - Castromocho - Cevico de la Torre - Cevico Navero - Cisneros - Cobos de Cerrato - Cordovilla la Real - Cubillas de Cerrato - Dueñas - Espinosa de Cerrato - Frechilla - Frómista - Fuentes de Nava | - Fuentes de Valdepero - Grijota - Guaza de Campos - Hérmedes de Cerrato - Herrera de Valdecañas - Hontoria de Cerrato - Hornillos de Cerrato - Husillos - Itero de la Vega - Lantadilla - Magaz de Pisuerga - Manquillos - Marcilla de Campos - Mazariegos - Mazuecos de Valdeginate - Melgar de Yuso - Meneses de Campos - Monzón de Campos - Palencia - Palenzuela - Paredes de Nava - Pedraza de Campos - Perales - Piña de Campos - Población de Campos - Población de Cerrato - Pozo de Urama - Quintana del Puente - Reinoso de Cerrato - Requena de Campos - Ribas de Campos - San Cebrián de Campos - San Román de la Cuba | - Santa Cecilia del Alcor - Santoyo - Soto de Cerrato - Tabanera de Cerrato - Támara de Campos - Tariego de Cerrato - Torquemada - Torremormojón - Valbuena de Pisuerga - Valdeolmillos - Valle de Cerrato - Valle del Retortillo - Venta de Baños - Vertavillo - Villacidaler - Villaconancio - Villada - Villahán - Villalaco - Villalcón - Villalobón - Villamartín de Campos - Villamediana - Villamuriel de Cerrato - Villanueva del Rebollar - Villarramiel - Villaumbrales - Villaviudas - Villerías de Campos - Villodre - Villodrigo |

## Historia
Sus orígenes datan de principios del siglo XIX. Se constituyó mediante Real Decreto de 21 de abril de 1834 con 26 pueblos que sumaban un total de 26 792 habitantes.
Tras la reforma de 1988, los siete partidos iniciales de la provincia de Palencia se redujeron a los tres actuales, debido a lo cual se integraron en el partido de Palencia la mayoría de municipios de los extintos partidos de Astudillo, Baltanás y Frechilla.

## Datos
Según un estudio sobre datos del año 2007, el partido judicial de Palencia tenía un ratio de un Juez por cada 21 020 habitantes. Según ese mismo estudio, la población censada en el partido judicial había disminuido un 1,90 % en los trece años anteriores.
Los principales núcleos de población del partido son los municipios de Palencia con 79 595 habitantes, Venta de Baños con 6432 y Villamuriel de Cerrato con 6370 (Datos INE 2015).
El partido de Palencia como circunscripción electoral aporta 15 de los 25 diputados que forman la corporación de la Diputación Provincial de Palencia. Tras las Elecciones municipales de 2015 en la provincia de Palencia, el Partido Popular obtuvo 7 de estas plazas, el Partido Socialista Obrero Español 5, Ganemos Palencia 2, y Ciudadanos 1 diputado.